# 梶野稔
梶野 稔（かじの みのる、1978年11月18日 - ）は、テロワール所属の俳優。青森県弘前市出身。

## 経歴・人物
日活芸術学院在学時は、出演した舞台のすべてで主演を務める。1999年の卒業時には優秀賞を受賞。

卒業後は円・演劇研究所を経て、劇団民藝に入団。

舞台音楽の制作やシンガー・ソングライターとして音楽活動も行っている。

俳優・神敏将とボーカルユニットKAJINを組む。

2019年12月劇団民藝退団

フリーとなるが、オーディション会場でスカウトされテロワール所属となる。

## 出演作品
舞台
- バーディ（2001年 演出：上野日呂登）
- ホームワーク（2001年 演出：高橋清祐）
- かの子かんのん（2002年・2003年 演出：兒玉庸策）
- ありてなければ（2002年 演出：高橋清祐）
- 信濃坂（2003年 演出：高橋清祐）
- その妹（2004年 演出：上野日呂登）
- 浅草物語（2004年・2007年・2008年 演出：高橋清祐）
- 火山灰地 第二部（2005年 演出：内山鶉）
- 静かな落日（2005年・2009年・2010年・2011年・2012年・2014年 演出：高橋清祐）
- 深川暮色（2005年・2007年 演出：高橋清祐）
- 待てば海路の…（2006年 演出：高橋清祐）
- 喜劇の殿さん（2006年 演出：丹野郁弓）
- 白バラの祈り（2007年 演出：高橋清祐）
- 坐漁荘の人々（2007年 演出：丹野郁弓）
- 海鳴り（2008年 演出：高橋清祐）
- ミュージカル「フィレモン」（2009年 演出：勝田安彦）
- 言葉（2009年 演出：兒玉庸策）
- 巨匠（2010年 演出：内山鶉）
- 洗い屋稼業（2010年 演出：高橋清祐）
- カミサマの恋（2011年・2012年・2013年 演出：丹野郁弓）
- 思案橋（2011年 演出：高橋清祐）
- 還暦の歌（2015年 演出：沼沢豊起）
- 大正の肖像画（2015年 演出：高橋清祐）
- ミュージカル「口笛は誰でも吹ける」（2015年 演出：勝田安彦）
- 熊楠の家（2017年 演出：丹野郁弓）
- 卍の城物語（2017年 演出：畑澤聖悟）

テレビドラマ
- はぐれ刑事純情派 スペシャル（2005年 EX）
- 人生はフルコース（2006年 NHK）

ラジオドラマ
- 下町ロケット（2012年 TBSラジオ）